# Federació de Futbol de l'Àsia del Sud
La Federació de Futbol de l'Àsia del Sud, també coneguda per l'acrònim SAFF (en anglès: South Asia Football Federation), és l'òrgan de govern del futbol de les federacions del sud d'Àsia de la Confederació Asiàtica de Futbol (AFC). Va ser fundada l'any 1997 per les federacions de Bangladesh, l'Índia, les Maldives, Nepal, Sri Lanka i Pakistan.
L'any 2000 es va ampliar amb la federació de Bhutan.
Des del 2005 també en va formar part la Federació de Futbol de l'Afganistan fins que l'any 2015 es va integrar a l'Associació de Futbol de l'Àsia Central (CAFA).
La SAFF és una de les cinc zones geogràfiques en què està dividida l'AFC i una de les sis confederacions que integren la Federació Internacional de Futbol Associació (FIFA).
La principal competició que organitza la SAFF és la SAFF Championship, que es disputa cada dos anys des de 1993.
Des de 2010, i també en caràcter biennal, la SAFF organitza la SAFF Women's Championship.

## Membres de la SAFF
| Pais       | Federació                            |
| ---------- | ------------------------------------ |
| Bangladesh | Federació de Futbol de Bangladesh    |
| Bhutan     | Federació de Futbol de Bhutan        |
| Índia      | Federació de Futbol de l'Índia       |
| Maldives   | Associació de Futbol de les Maldives |
| Nepal      | Associació de Futbol del Nepal       |
| Pakistan   | Federació de Futbol del Pakistan     |
| Sri Lanka  | Federació de Futbol de Sri Lanka     |